# Anton Reinhardt von Römer

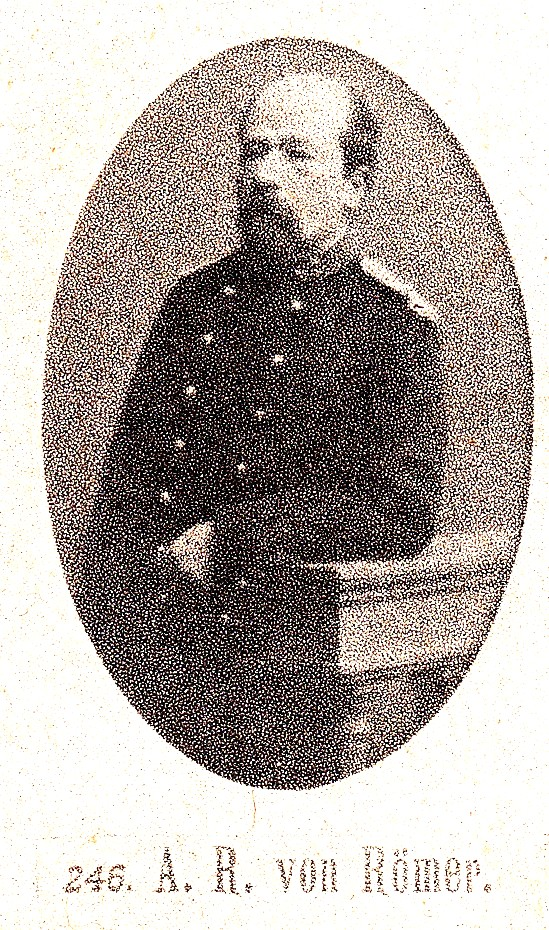
Anton Reinhardt von Römer

Anton Reinhardt von Römer (Elburg, 26 januari 1836 - Hilversum, 10 oktober 1911) was een Nederlands officier, later administrateur bij het Leger des Heils en amateur-kunstschilder.

## Familie
Von Römer was lid van de in het Nederland's Patriciaat opgenomen geslacht Von Römer. Hij was een zoon van schout-bij-nacht Johan Frederik Emilius von Römer (1804-1865) en Lucia Sophia de Flavard de Wolff (1801-1888). Hij was een oom van seksuoloog Lucien von Römer (1873-1965). Hij trouwde in 1869 met Anna
Hermina Theodora Wilhelmina Evers (1836-1936). Zij kregen een zoon en een dochter, de laatste zijnde de kunstschilderes Lucia Sophia von Römer (1871-1921).

## Loopbaan
Von Römer werd in 1854 vrijwilliger bij het instructiebataljon, en in hetzelfde jaar korporaal titulair. In 1856 volgde bevordering tot sergeant titulair, in 1859 tot 2e luitenant-kwartiermeester. In 1865 werd hij bevorderd tot 1e luitenant-kwartiermeester. In 1875 werd hij kapitein bij de administratie van kleding en wapenen, en als zodanig werd hij in 1891 gepensioneerd.

### Na pensionering
Na zijn pensionering ging hij werken bij het Leger des Heils. Hij verzorgde daar de hoofdadministratie van het hoofdkwartier te Amsterdam. Daarnaast schilderde hij.